# Вирівська сільська територіальна громада
Вирівська сільська громада — територіальна громада в Україні, в Сарненському районі Рівненської области. Адміністративний центр — с. Вири.
Площа громади — 388,6 км², населення — 12 828 осіб (2020).

## Населені пункти
У складі громади 11 сіл:
- Вири
- Гранітне
- Дубняки
- Зарів'я
- Кам'яне-Случанське
- Олексіївка
- Селище
- Федорівка
- Чабель
- Чудель
- Ясногірка